# Santander
Santander (spanisch [santan'deɾ]) ist eine Hafenstadt am Golf von Biskaya und Hauptstadt der spanischen autonomen Gemeinschaft Kantabrien. Fast ein Drittel der Kantabrier leben in Santander. Gemeinsam mit der angrenzenden Gemeinde Torrelavega bildet sie eine Metropolregion mit insgesamt rund 400.000 Einwohnern.
Die Stadt ist ein beliebter Badeort in Nordspanien. Ihre zahlreichen Sandstrände sind ein Anziehungspunkt für viele, meist spanische Touristen. Insbesondere im Stadtteil El Sardinero gibt es mehrere weitläufige Sandstrände, die auch bei Surfern beliebt sind. In El Sardinero befinden sich außerdem das Spielcasino Gran Casino Sardinero sowie der Campos de Sport de El Sardinero, das Stadion des Fußballvereins Racing Santander.

## Geschichte

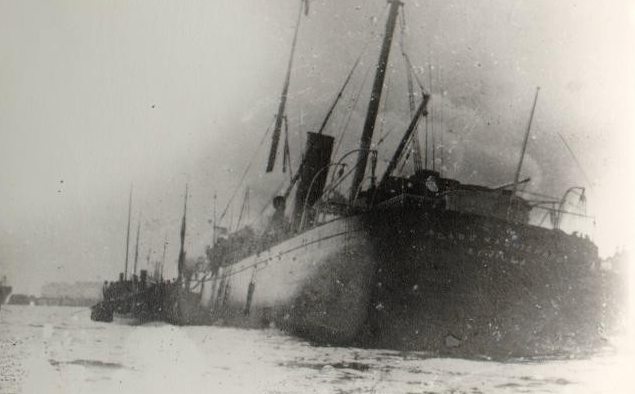
1893: Der brennende Frachter Cabo Machichaco

Während der Zeit des Römischen Reiches trug die Stadt den Namen Portus Victoriae Iuliobrigensium. Ihr heutiger Name leitet sich von dem des frühchristlichen Märtyrers Emeterius ab (Sancti Emetherii > Sancti Emderrii > Sancte Endere > Santendere > Santanderio > Santander), dessen Haupt der Legende nach im 3. Jahrhundert nach Santander verbracht wurde. Im Jahr 1187 ernannte Alfons VIII. von Kastilien den Abt von San Emeterio zum Vorsteher der Stadt. 1248 nahm Santander an den Eroberungsschlachten von Sevilla teil und erhielt als Dank hierfür ein eigenes Stadtwappen, welches die Bilder des Torre del Oro und des Flusses Guadalquivir in Sevilla enthält.
Santander war eine wichtige Hafenstadt für Kastilien im späten Mittelalter und dann auch für den beginnenden Handel mit der Neuen Welt. Die offiziellen Stadtrechte erhielt Santander 1755.
Am 3. November 1893 explodierte der in Brand geratene Frachter Cabo Machichaco mit 51 Tonnen Dynamit an Bord im Hafen von Santander. 590 Personen verloren bei einer der folgenschwersten Katastrophen in Spanien ihr Leben, 525 Verletzte waren zu versorgen. Die Druckwelle der Explosion zerstörte in der Nähe gelegene Häuser.
Santander wurde auch zur beliebtesten Sommerresidenz des Königs Alfonso XIII. von Spanien und blieb auch später ein gefragter Ferienort. Am 26. August 1937 wurde die Stadt im Spanischen Bürgerkrieg unter dem Druck der Nationalisten von den republikanischen Truppen geräumt. Am 19. Dezember 1936 forderte ein Luftangriff von neun deutschen Flugzeugen 64 Tote, vor allem das Wohngebiet Barrio Obrero del Rey wurde getroffen. Ein weiterer Luftangriff mit 18 Flugzeugen am 27. Dezember 1936 traf das Stadtviertel Ensanche de Maliaño, wo vor allem in den Straßen Calle de Madrid und Paseo del Alta zehn Häuser restlos zerstört und viele stark beschädigt wurden, sowie erneut das Barrio Obrero del Rey und forderte rund 50 Todesopfer. Bis zur Einnahme der Stadt durch die Truppen Francos am 26. August 1937 erfolgten sieben weitere, wenn auch kleinere Luftangriffe.

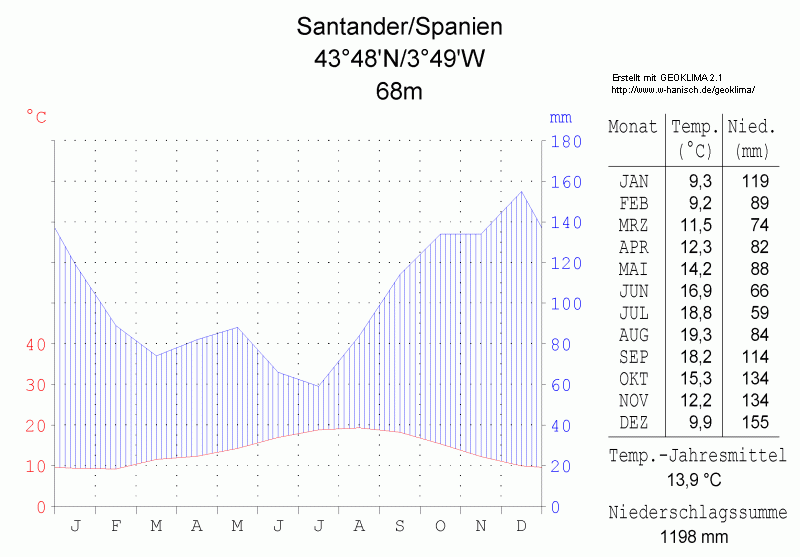
Klimadiagramm von Santander

### Das große Feuer von 1941
Santander wurde 1941 Opfer eines Großbrandes, der von der Calle Cádiz in der Nähe der Hafenmolen ausging. Starker Südwind fachte den Brand an und trieb ihn in die Stadt. Das Feuer brannte zwei Tage lang. Es gab ein Todesopfer; ein Feuerwehrmann starb im Einsatz. Tausende von Familien wurden obdachlos. Der Brand zerstörte den historischen Teil Santanders nahezu vollständig. Auch die gotische Kathedrale wurde zerstört und später rekonstruiert. Der Wiederaufbau der Stadt veränderte die ursprüngliche urbane Konfiguration der Stadt zum Teil stark.

### Bevölkerungsentwicklung
Santander ist mit 173.635 Einwohnern (Stand: 2024) die größte Stadt der Region und gehört zu den 40 größten auf der Liste der Städte in Spanien.
| 1981    | 1986    | 1991    | 1996    | 2000    | 2004    | 2006    | 2008    | 2009    | 2010    | 2020    |
| ------- | ------- | ------- | ------- | ------- | ------- | ------- | ------- | ------- | ------- | ------- |
| 180.328 | 186.145 | 191.079 | 185.410 | 184.264 | 183.799 | 196.836 | 182.302 | 182.700 | 181.589 | 173.375 |

## Sehenswertes

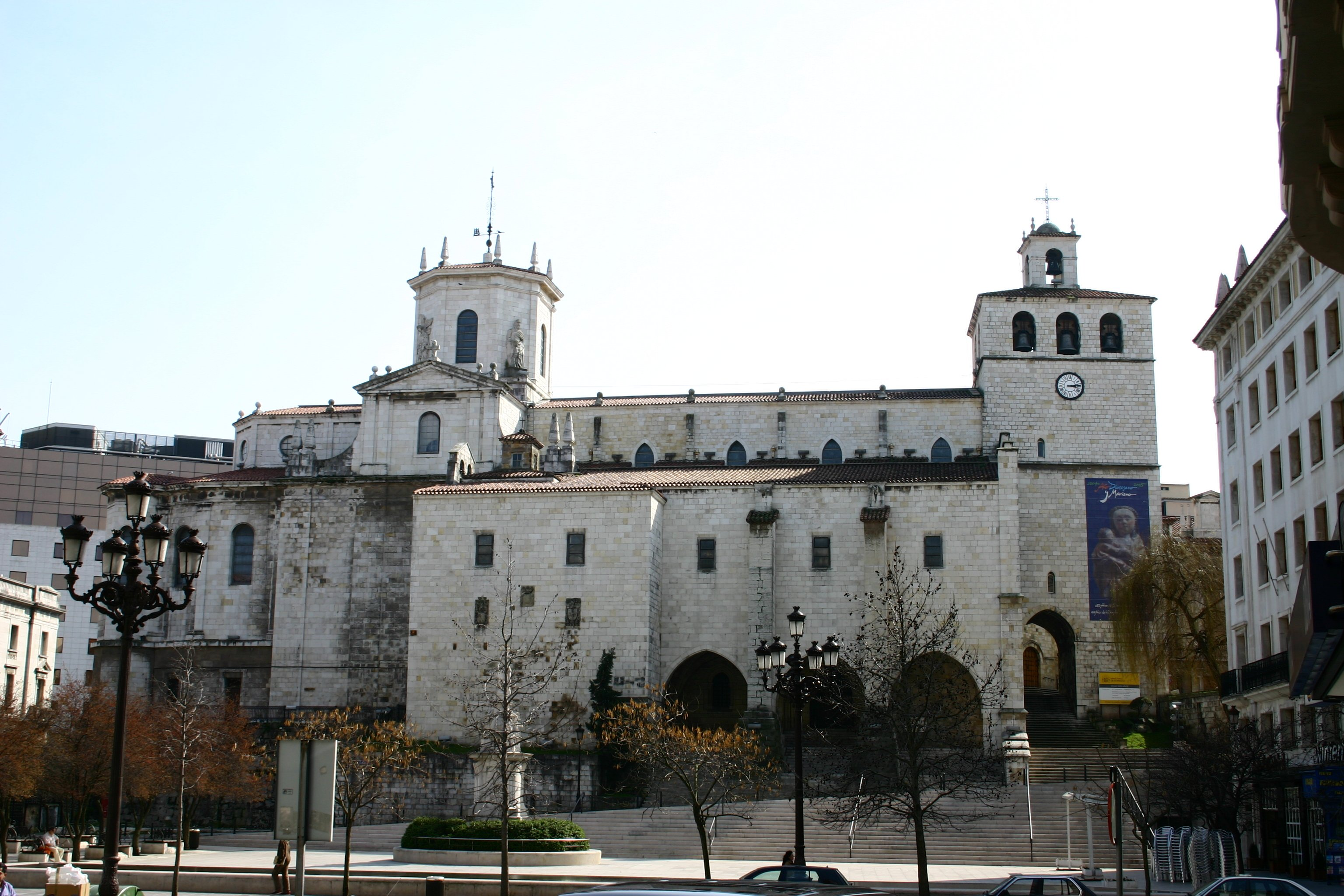
Kathedrale im historischen Kern Santanders

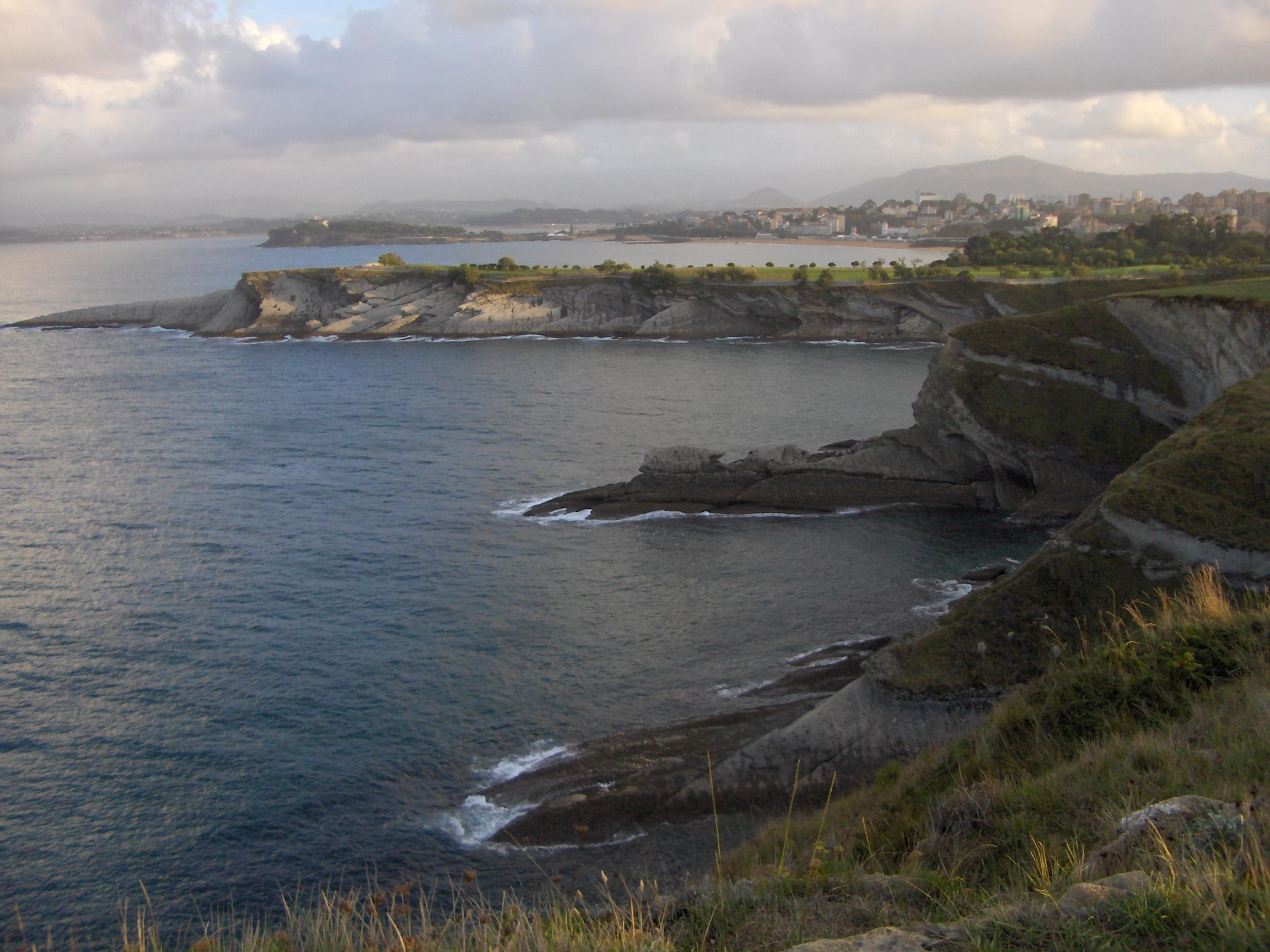
Steilküste am Cabo Mayor, Santander

Aufgrund des Großbrandes von 1941 bietet die Stadt kaum historische Gebäude. Die wiedererbaute Kathedrale birgt die Gebeine der Heiligen Emeterius und Chelidonius, den Schutzpatronen der Stadt. Außerdem befindet sich in der Stadt ein prähistorisches Museum, in dem unter anderem Fundstücke aus der Höhle von Altamira ausgestellt werden. Das Maritime Museum des Kantabrischen Meeres ist als Hommage dieser nordspanischen Region an ihr Meer konzipiert. Das 2017 eröffnete Centro Botín wurde von dem Architekten und Pritzker-Preisträger Renzo Piano entworfen und ist ein Museum für moderne Kunst und ein Kulturzentrum. In der Stadtmitte befand sich bis Ende 2008 das letzte im öffentlichen Raum Spaniens verbliebene Reiterstandbild des früheren Diktators Francisco Franco.

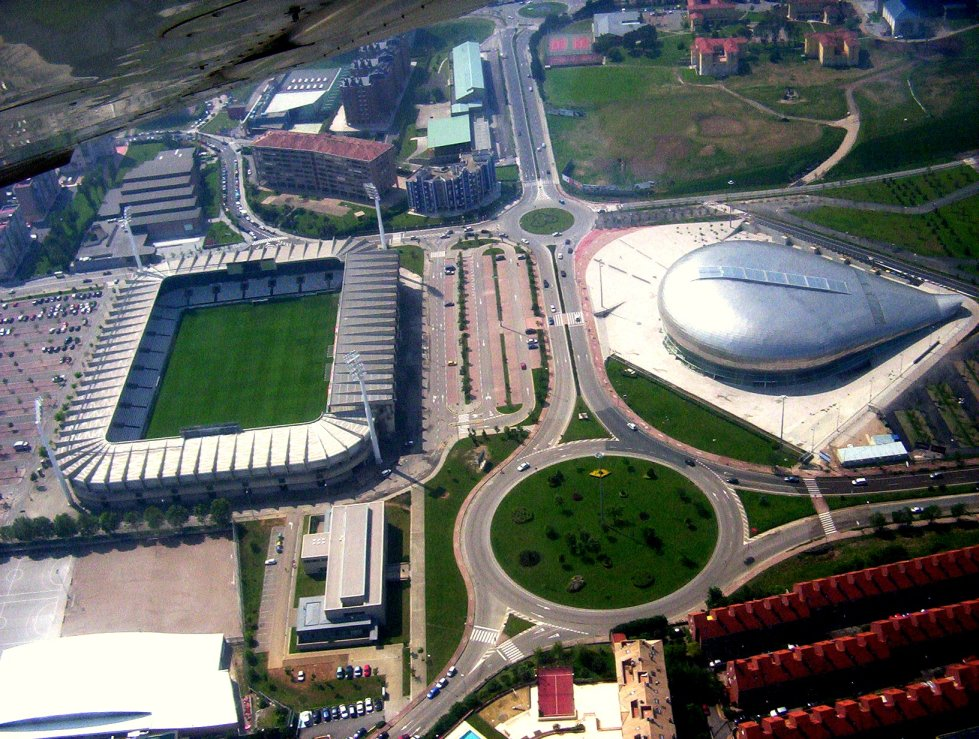
Links El Sardinero, rechts der Palacio de Deportes

Einen guten Blick auf die Stadt gibt eine Rundfahrt mit dem Boot, die von der Estación Marítima Los Reginas durch die Bucht von Santander um die Halbinsel La Magdalena zum Leuchtturm Cabo Mayor und zurück führt. Von derselben Station aus kann – auch per Boot – der gegenüberliegende Ort Pedreña und der Strand von Somo erreicht werden, der sich weit in die Bucht von Santander zieht. In der Nähe der Halbinsel La Magdalena verläuft an der Küste die Straße „Avenida de la Reina Victoria“ entlang, die durch die Nähe zum Sporthafen von Puertochico zu einem Spaziergang einlädt. Ein Stückchen weiter findet man den „Paseo de la Pereda“ mit Strandpromenaden und Gärten.
Im Stadtkern finden sich hauptsächlich im Gebiet zwischen dem zentralen Platz „Plaza de Cañadío“ und dem Hafen „Puerto Chico“ zahlreiche Bars und Restaurants.
Im Jahr 2005 feierte Santander die Verleihung des Stadtrechts vor 250 Jahren.
Im Umland von Santander, vor allem im Nachbarort Maliaño entstanden große Einkaufszentren wie „Valle Real“ oder „Peñacastillo“, in denen Fachgeschäfte, Großmärkte und Kaufhäuser vorhanden sind. Das hat zur Folge, dass man in der Innenstadt von Santander vergeblich nach einer Einkaufsmeile sucht, wie man sie in einer Großstadt erwarten würde. Feinkostläden und Nobelboutiquen sind dafür aber umso mehr vorhanden.

### Museen und Kulturgüter
- Die Kathedrale von Santander wurde zwischen dem Ende des 13. und 14. Jahrhunderts auf anderen früheren Gebäuden aus der Römerzeit errichtet. Restaurierungen ersetzten nach dem Brand von 1941 die ursprüngliche Apsis durch ein breites Querschiff und eine Kuppel.[9]
- Der Sardinero war 1840 noch eine unbebaute Landschaft am Meer in der Umgebung der Stadt. Ab 1850 kamen die ersten Touristen und die ersten Badehäuser und Gasthäuser wurden erstellt. Infolge der Sommerferien der Königin Isabella II. 1861 im Sardinero und später Amadeus I. von Savoyen im Jahr 1872 erlangte das Gebiet Ruhm und zog eine große Anzahl von Touristen an. Mit dem Bau mehrerer Hotels, Cafés, Züge und Straßenbahnen, die den Sardinero erreichten, gab es einen spektakulären städtischen und kulturellen Fortschritt.
- Der Palacio de la Magdalena wurde 1909 als Geschenk der Bevölkerung für die spanische Königsfamilie erbaut.
- Centro Botin: Das vom italienischen Architekten Renzo Piano entworfene Museum und Konferenzzentrum wurde 2017 eröffnet. Das Museum ist Teil der Botín-Stiftung und beherbergt Kunstausstellungen.[10]
- Der Leuchtturm El Faro de Cabo Mayor präsidiert den Eingang zur Bucht von Santander und ist eines der emblematischsten und eindrucksvollsten Bauwerke für die Bürger und Besucher von Santander. Seit 2005 beherbergt er den Centro de Arte Faro de Cabo Mayor, Kunstzentrum und Museum, Sitz der Sammlung Sanz-Villar mit Werken von internationalen Künstlern wie Alfredo Alcain, Eduardo Arroyo, Javier Mariscal, Christian Awe und Fernando Bellver.[11]

## Verkehr
Für Reisen innerhalb von Spanien bieten sich die Busstation sowie die beiden Bahnhöfe von RENFE und FEVE an der „Plaza de las Estaciones“ an. Weiterhin bestehen Fährverbindungen nach Portsmouth und Plymouth sowie Cork, betrieben von Brittany Ferries.
Der Flughafen Santander, der auch von Deutschland aus angeflogen wird, liegt nur fünf Kilometer südlich des vom Stadtzentrums; für den Transport vom Flughafen zur Stadt empfiehlt sich der Bus, der halbstündlich pendelt. Die nächstgelegenen beiden Airports sind der Flughafen Bilbao ca. 100 Kilometer östlich und der Flughafen Asturias (Oviedo) 210 Kilometer westlich.

## „Smart City“
Santander ist Pilotprojekt für eine Smart City. Dazu wurde die Stadt mit 12.000 Sensoren vernetzt. Der öffentliche Nahverkehr, die Parkplatzsuche, die Müllabfuhr, die Straßenbeleuchtung sowie die Bewässerung der Parkanlagen werden dort bedarfsangepasst digital gesteuert. Weitere Städte sind Belgrad, Guildford und Lübeck.

## Universitäten
Auf der vorgelagerten Halbinsel „La Magdalena“ steht ein 1912 für König Alfons XIII. erbautes Schloss, wo heute u. a. die Internationale Universität Menéndez Pelayo untergebracht ist. Diese Universität ist eine Sommeruniversität. Ein besonderes Ziel ist die Vermittlung der spanischen Sprache und Kultur an ausländische Studenten. Dafür verfügt die Universität über einen zweiten Campus. Er befindet sich in unmittelbarer Nachbarschaft der 1972 gegründeten Universität Kantabrien. Sie ist mit ca. 12.000 Studenten (2004) die größte Universität in Kantabrien und bietet ein breites Spektrum an Fachrichtungen.
Die Universidad Europea del Atlántico ist eine 2013 gegründete spanische Privatuniversität mit Standort im Technologiepark von Cantabria (PCTCAN).

## Sportvereine
Santander ist die Heimat des Segunda-División-B-Fußballvereins Racing Santander. Er trägt seine Heimspiele im Stadion El Sardinero aus. Der größte Erfolg des 1913 gegründeten Vereins ist der zweite Platz in der Meisterschaft im Jahr 1931.
In der Liga Asobal, der höchsten Handballspielklasse, tritt der CB Cantabria Santander an, ein zweifacher spanischer Meister und ein Champions-League-Sieger.
Mit Cantabria Lobos spielt ein Basketballverein aus Santander in der zweithöchsten Liga.
Sowohl der CB Cantabria als auch die Cantabria Lobos bestreiten ihre Heimspiele im Palacio de Deportes.

## Söhne und Töchter der Stadt
- José de Madrazo y Agudo (1781–1859), Maler
- Concha Espina (1869–1955), Schriftstellerin
- María Gutiérrez Blanchard (1881–1932), Malerin
- Ángel Herrera Oria (1886–1968), Politiker und Kardinal
- Gerardo Diego (1896–1987), Schriftsteller
- Agustín García Calvo (1905–1936), Salesianerbruder
- María Cristina Gonzalo Pintor (1913–2005), Architektin und Meteorologin
- Matilde Camus (1919–2012), Dichterin und Schriftstellerin
- Enrique Orizaola (1922–2013), Fußballspieler und -trainer
- Alfonso Osorio (1923–2018), Jurist, Wirtschaftsmanager und Politiker
- Carlos Sansegundo (1930–2010), Maler und Bildhauer
- Juan Manuel Menéndez (1932–1969), Radrennfahrer
- Marquitos (1933–2012), Fußballspieler
- Emilio Botín (1934–2014), Bankier
- Mario Camus (1935–2021), Filmregisseur und Drehbuchautor
- José Pérez Francés (1936–2021), Radrennfahrer und nationaler Meister im Radsport Spaniens
- Ventura Díaz (* 1937), Radrennfahrer
- Álvaro Pombo (* 1939), Schriftsteller
- Alfonso Vallejo (1943–2021), Dramatiker, Dichter, Maler und Neurologe
- Ico Aguilar (1949–2020), Fußballspieler
- José Manuel Abascal (* 1958), Mittel- und Langstreckenläufer
- Quique Setién (* 1958), Fußballspieler und -trainer
- Marcos Alonso (1959–2023), Fußballspieler und -trainer
- Juan Francisco Muñoz Melo (* 1959), Handballspieler
- Julián Ruiz (* 1960), Handballspieler und -trainer
- Jesús Puras (* 1963), Rallyefahrer
- Berna González Harbour (* 1965), Journalistin und Schriftstellerin
- Carlos del Barrio (* 1968), Rallyebeifahrer
- Salvador Gómez (* 1968), Wasserballspieler
- Alberto Urdiales (* 1968), Handballspieler und -trainer
- Eduardo Noriega (* 1973), Schauspieler
- Rodrigo Reñones Calvo (* 1973), Handballspieler und -trainer
- Iván Helguera (* 1975), Fußballspieler
- Pedro Munitis (* 1975), Fußballspieler
- Iván de la Peña (* 1976), Fußballspieler
- Ruth Beitia (* 1979), Leichtathletin
- Gonzalo Colsa (* 1979), Fußballspieler
- OKUDA (* 1980), Streetart-Künstler
- Santiago Urdiales (* 1980), Handballspieler und -trainer
- Rubén Palazuelos (* 1983), Fußballspieler
- Fernando San Emeterio (* 1984), Basketballspieler
- Beatriz Fernández (* 1985), Handballspielerin
- Iván Marcano (* 1987), Fußballspieler
- Edu Bedia (* 1989), Fußballspieler
- Jesús Ezquerra (* 1990), Radrennfahrer
- Laro Herrero (* 1990), Snowboarder
- Sergio Canales (* 1991), Fußballspieler
- Diego Botín (* 1993), Segler
- Oleg Kisselev Kisseleva (* 1997), Handballspieler
- Ana Vergara (* 2002), Beachvolleyballspielerin
- Marcos Uriarte (* 2004), Motorradrennfahrer
- Manuel Ortega Ezcurdia (* 2005), Handballspieler

## Ansichten

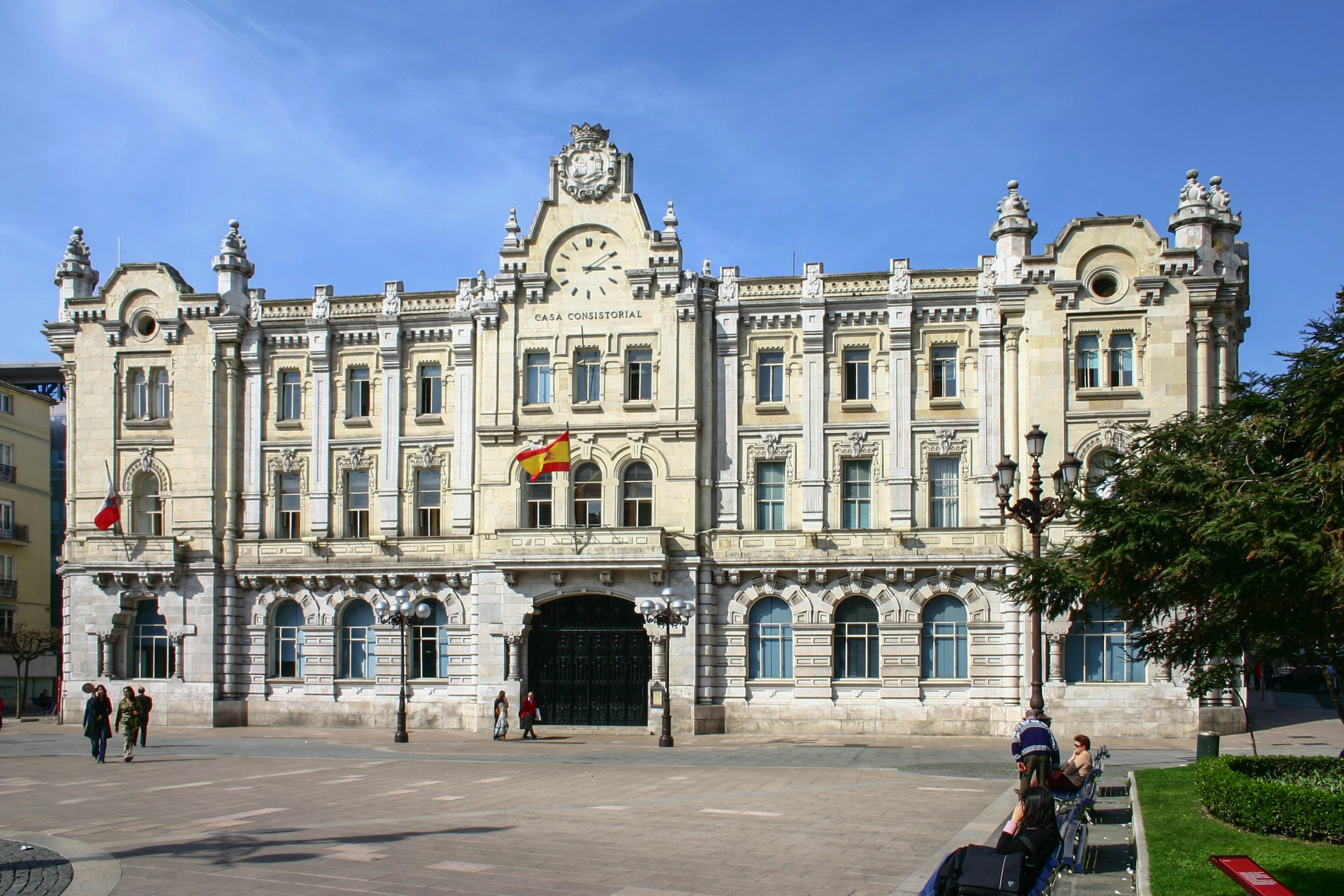
Rathaus von Santander
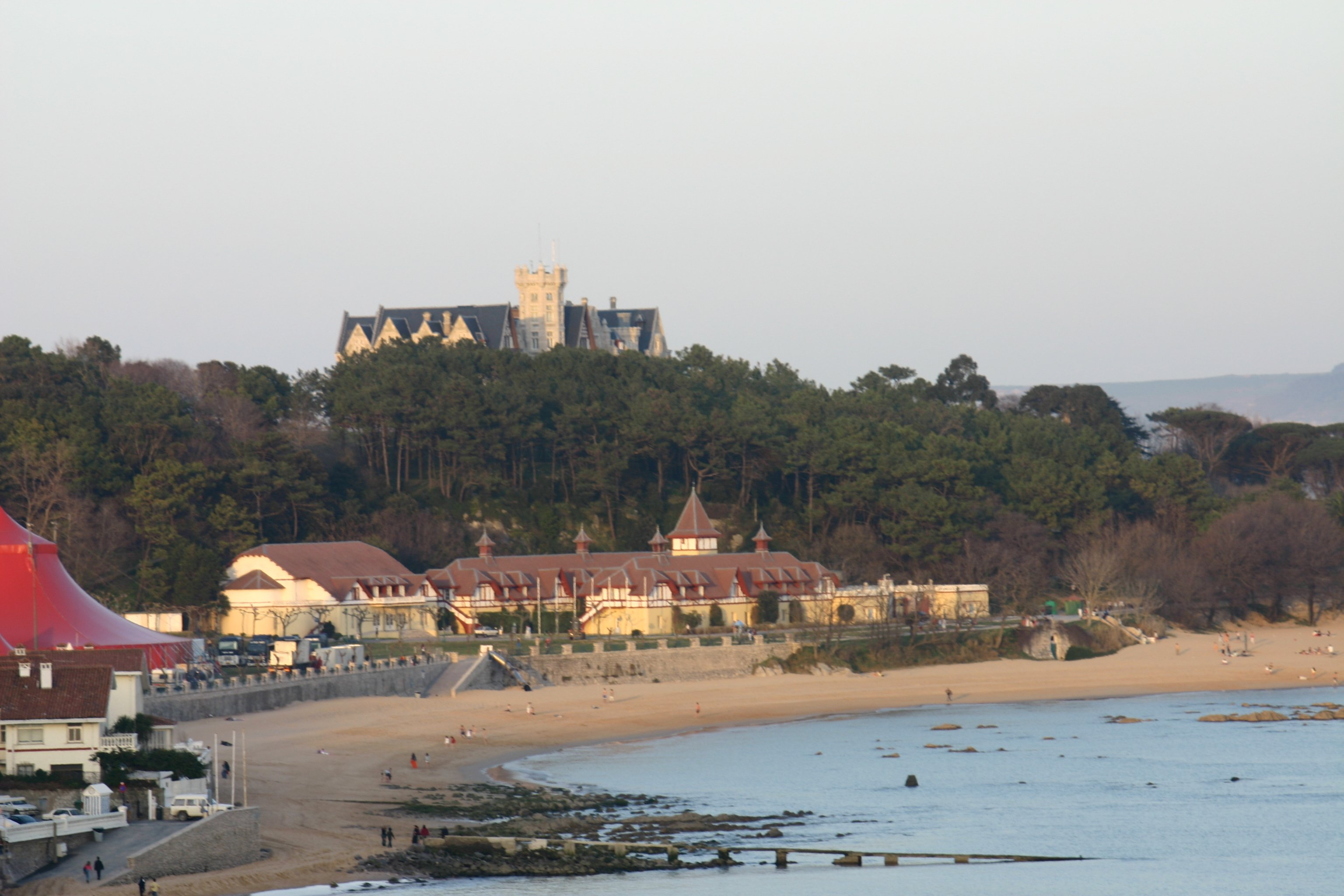
Die Halbinsel La Magdalena
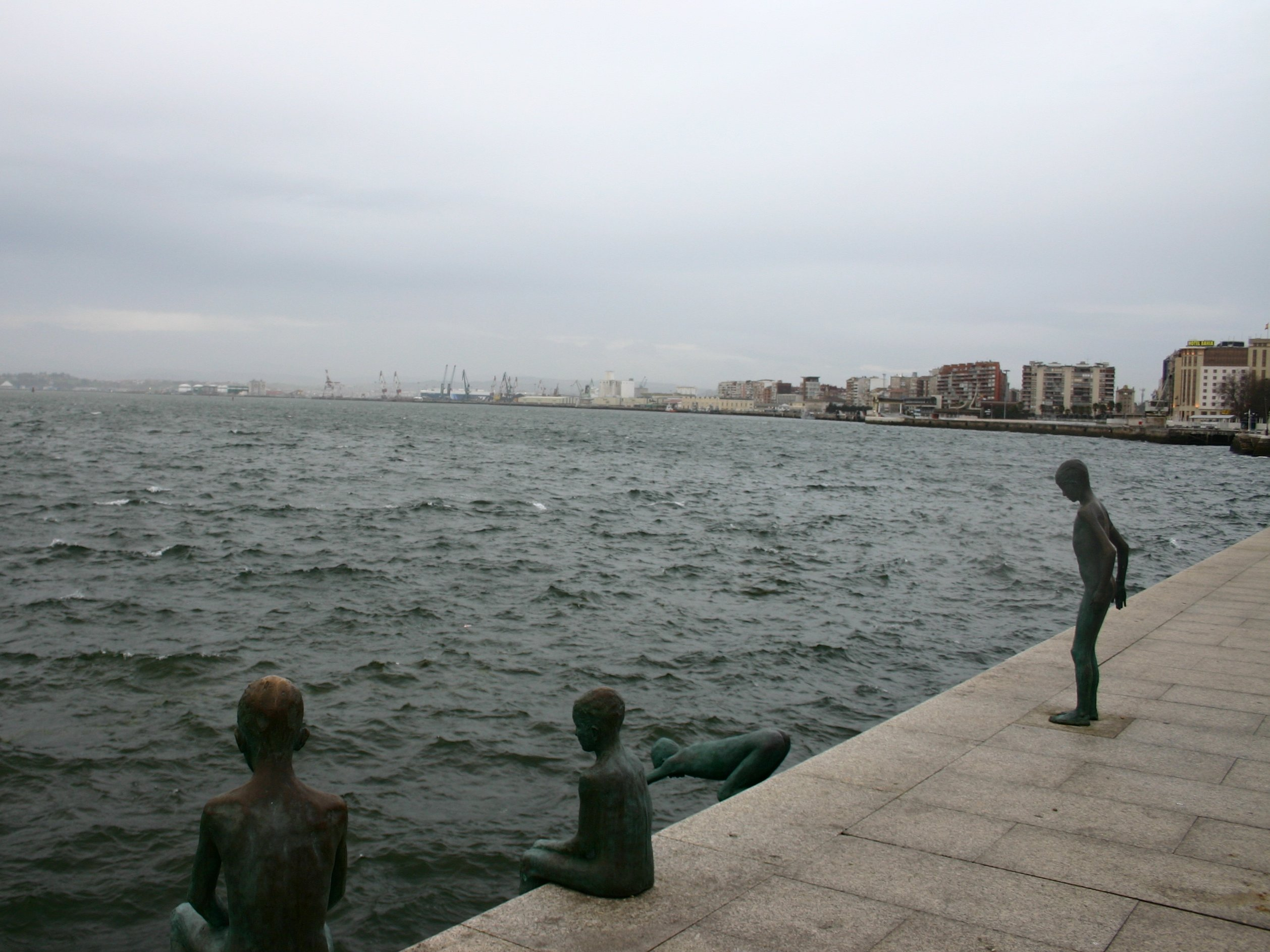
Skulpturen Los Raqueros
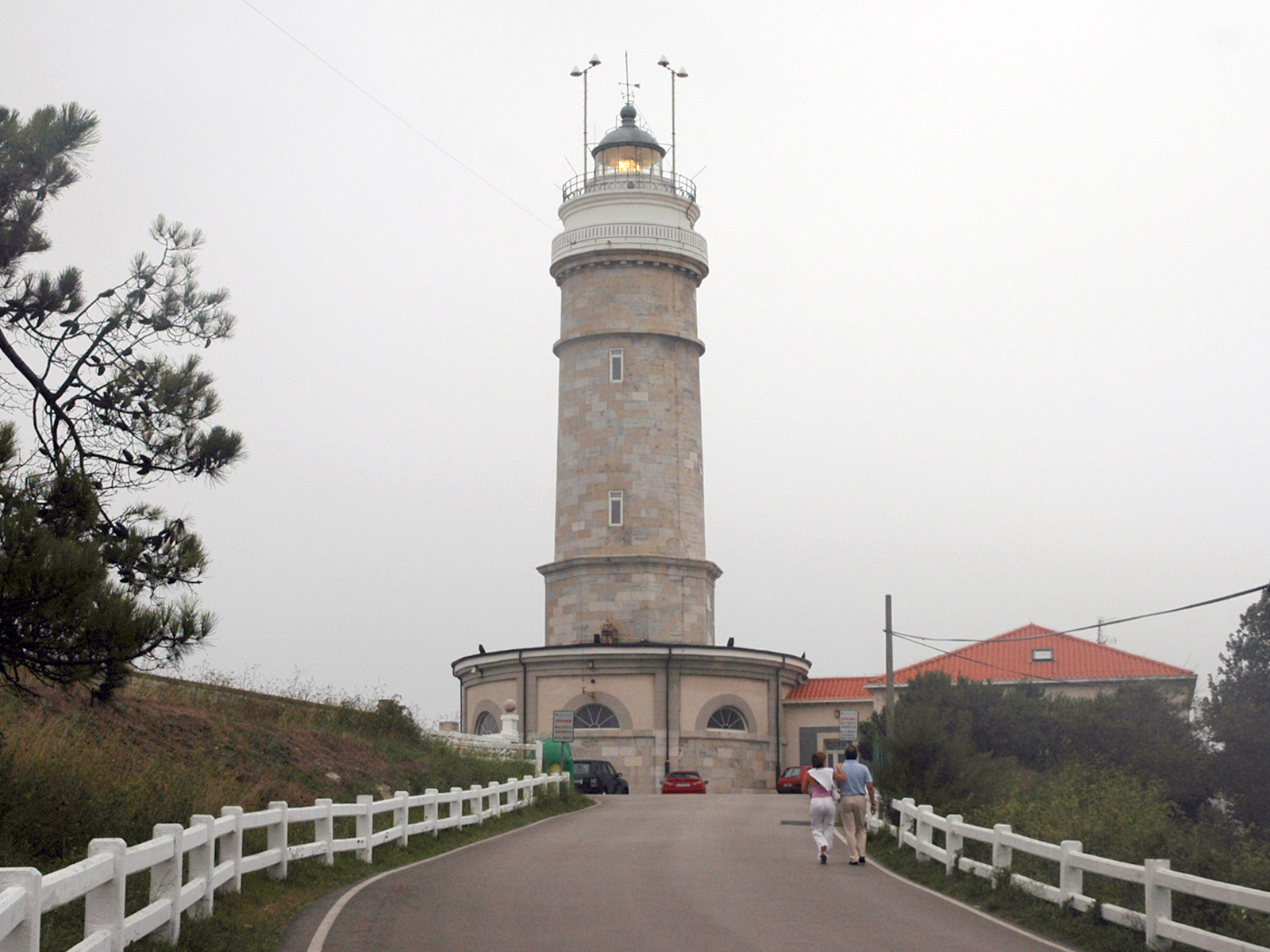
Der Faro de Cabo Mayor
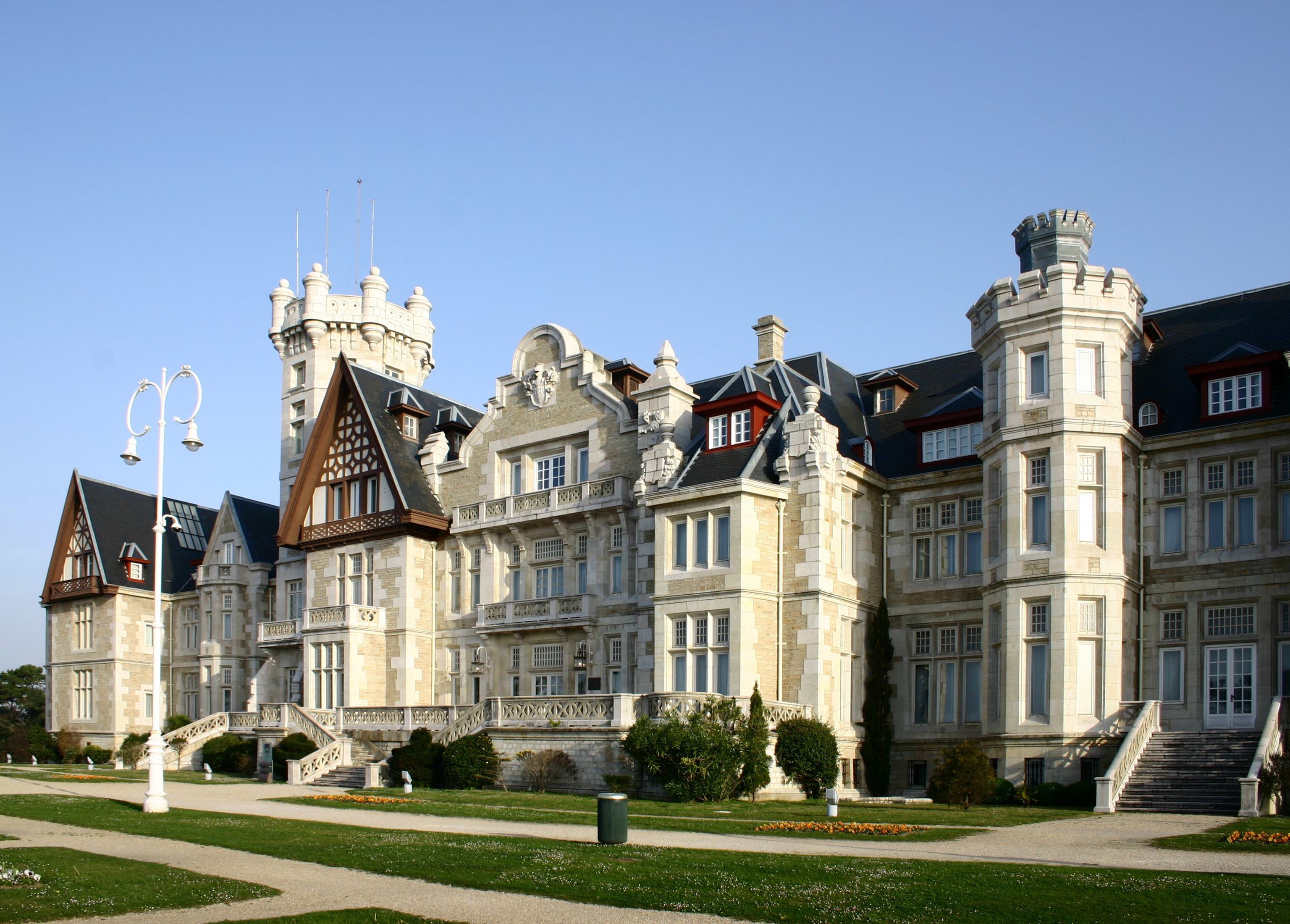
Das Schloss auf La Magdalena
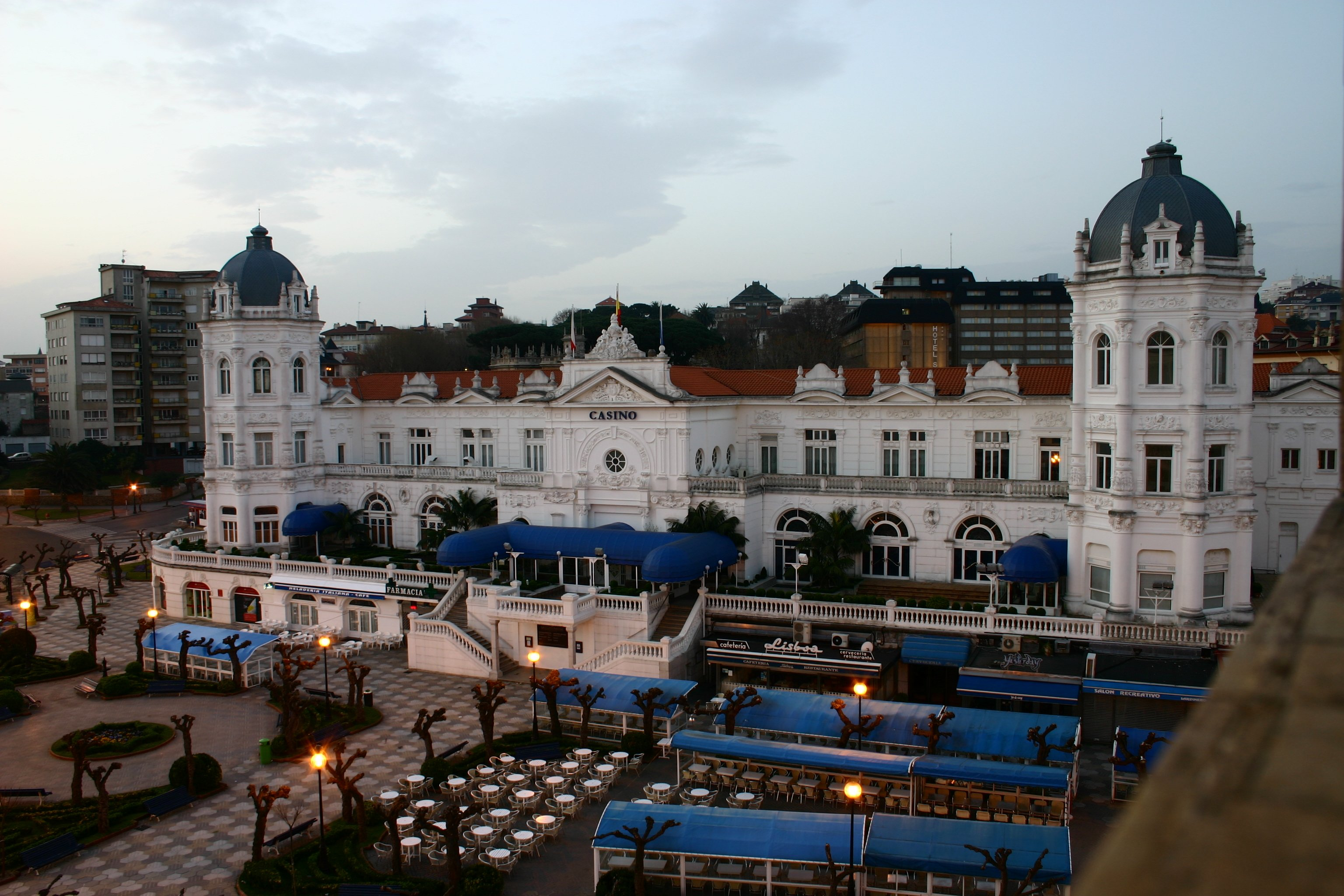
Spielcasino
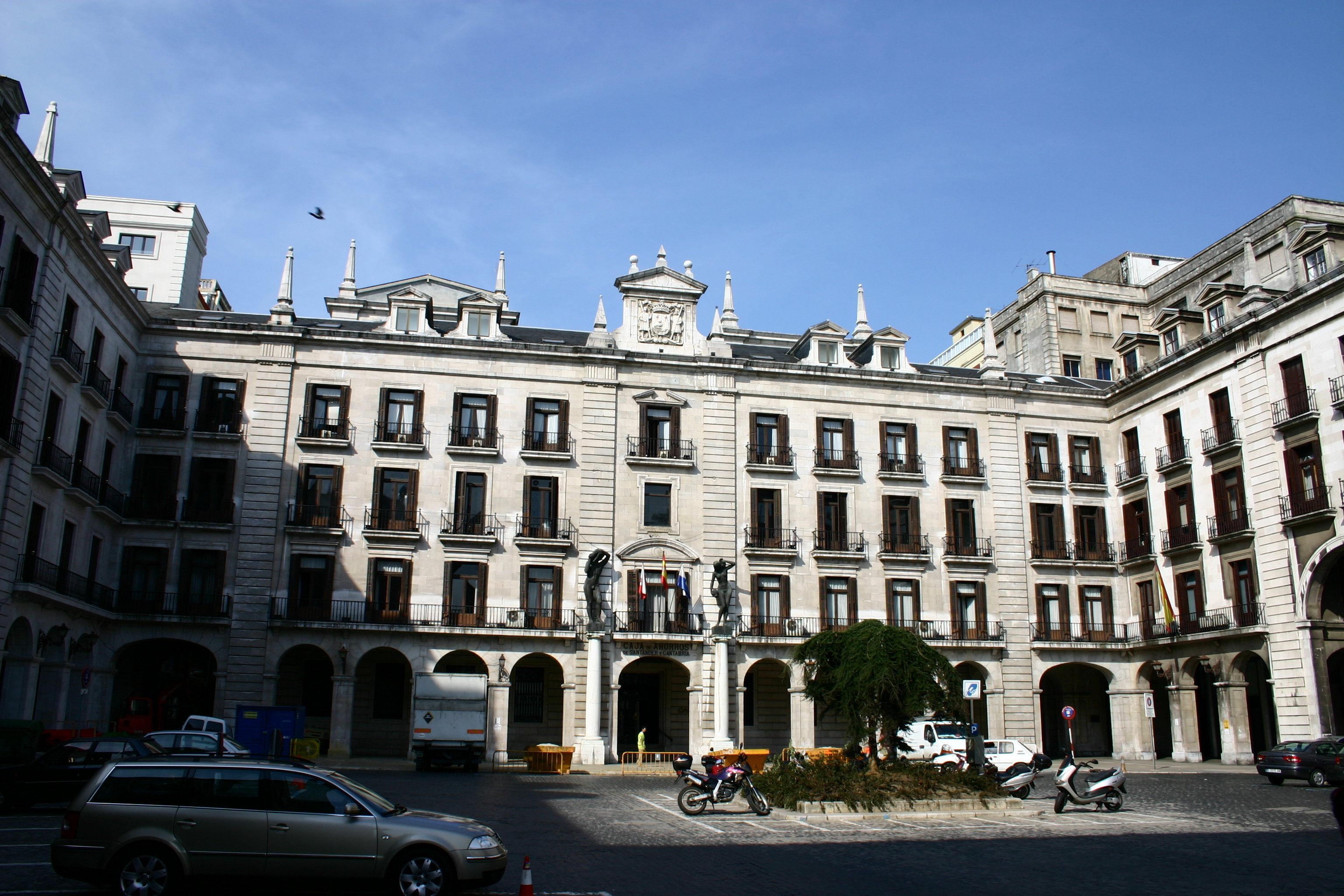
Plaza Porticada
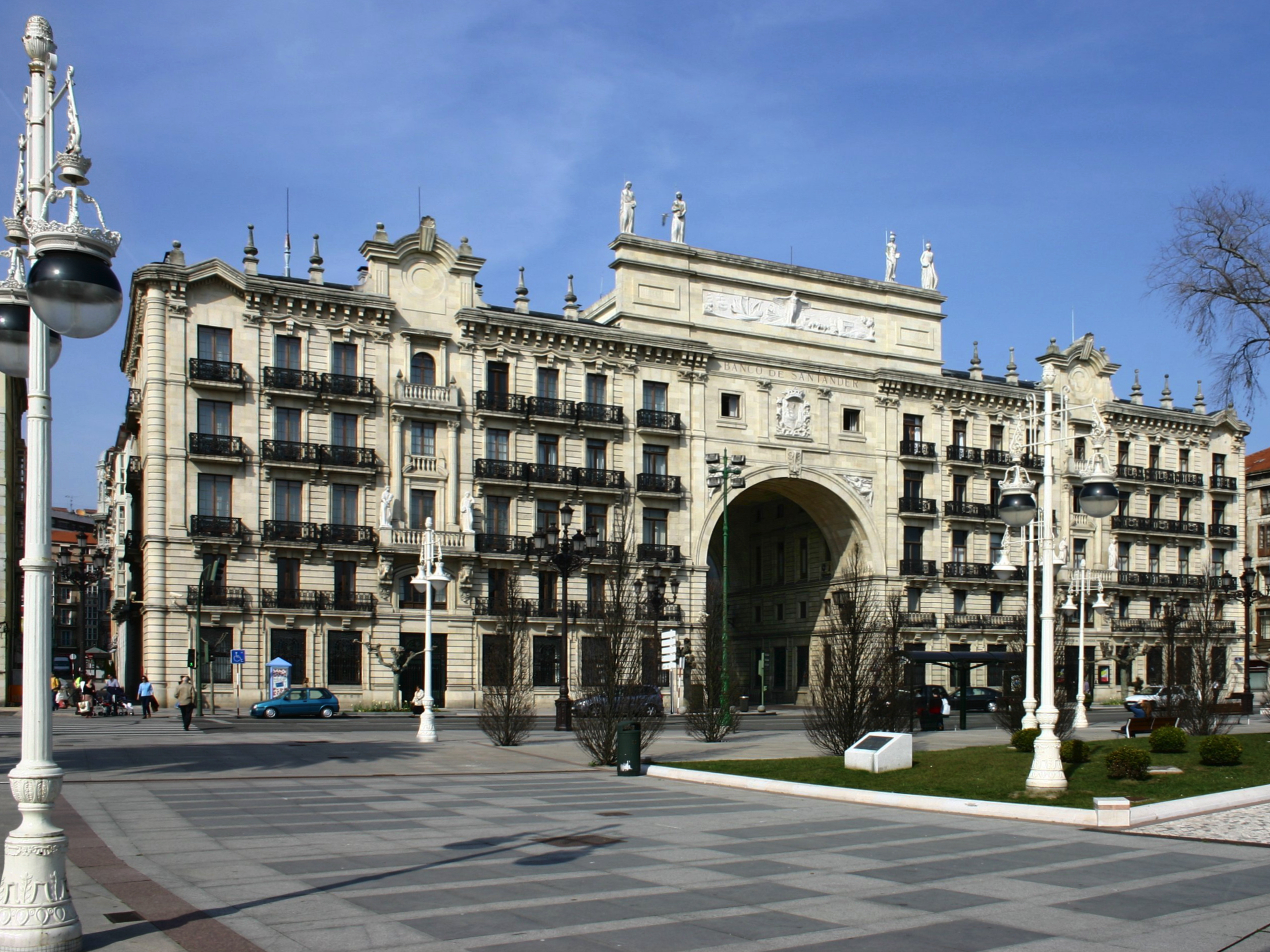
Hauptquartier der Banco Santander